# Melk
Melk (en antigua grafía Mölk) es una ciudad situada en la ribera del Danubio en el estado de Baja Austria en Austria. Capital del distrito del mismo nombre.

## Historia
En el año 831 Melk es mencionado por primera vez como Medilica. También en el Cantar de los nibelungos se hace mención del lugar con el nombre en altoalemán medio de Medelike.
Desde el 21 de abril de 1944 hasta la evacuación el 15 de abril de 1945 existió en los terrenos del cuartel Freiherr-von-Birago el campo de concentración de Melk, un campo anexo a Mauthausen.

## Política
El Alcalde es Thomas Widrich. En el consejo municipal elegido en 2005 los 29 escaños se reparten de esta manera: VP MELK 16, SPÖ 7, Lista de los Verdes 5 y FP 1.

## Cultura y lugares de interés
El más importante lugar turístico es el convento benedictino Abadía de Melk, edificio barroco que domina el Danubio desde lo alto.
Hay varios museos en Melk.
En el Museo Municipal se encuentra el famoso Ídolo con cara de pájaro, con 6500 años de antigüedad.

## En literatura
En la novela de 1980 El nombre de la rosa de Umberto Eco, el protagonista es Adso de Melk, quien relata la historia y menciona el convento benedictino de Melk.

## Galería

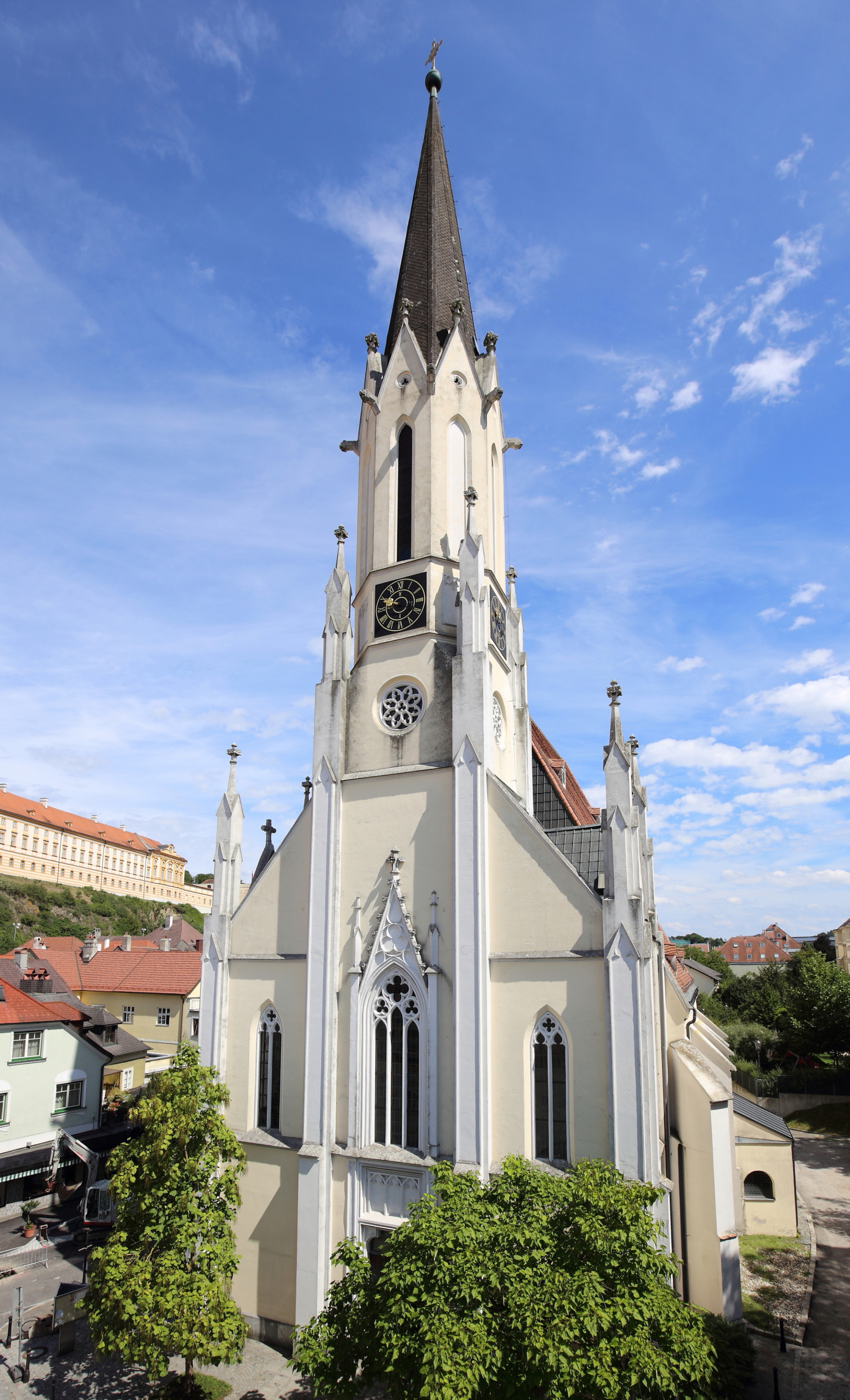
Iglesia de la ciudad de Melk
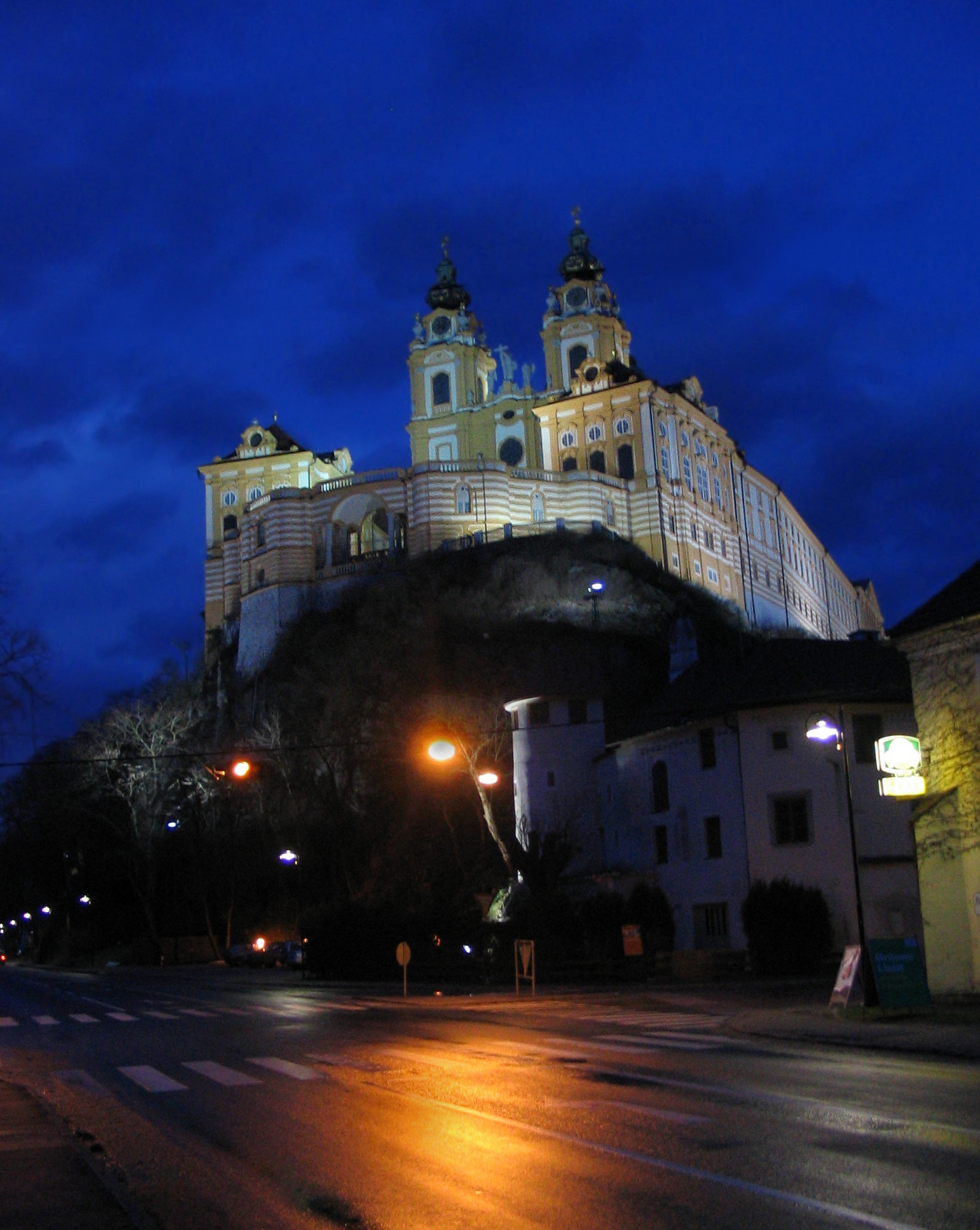
Abadía de Melk a orillas del Danubio
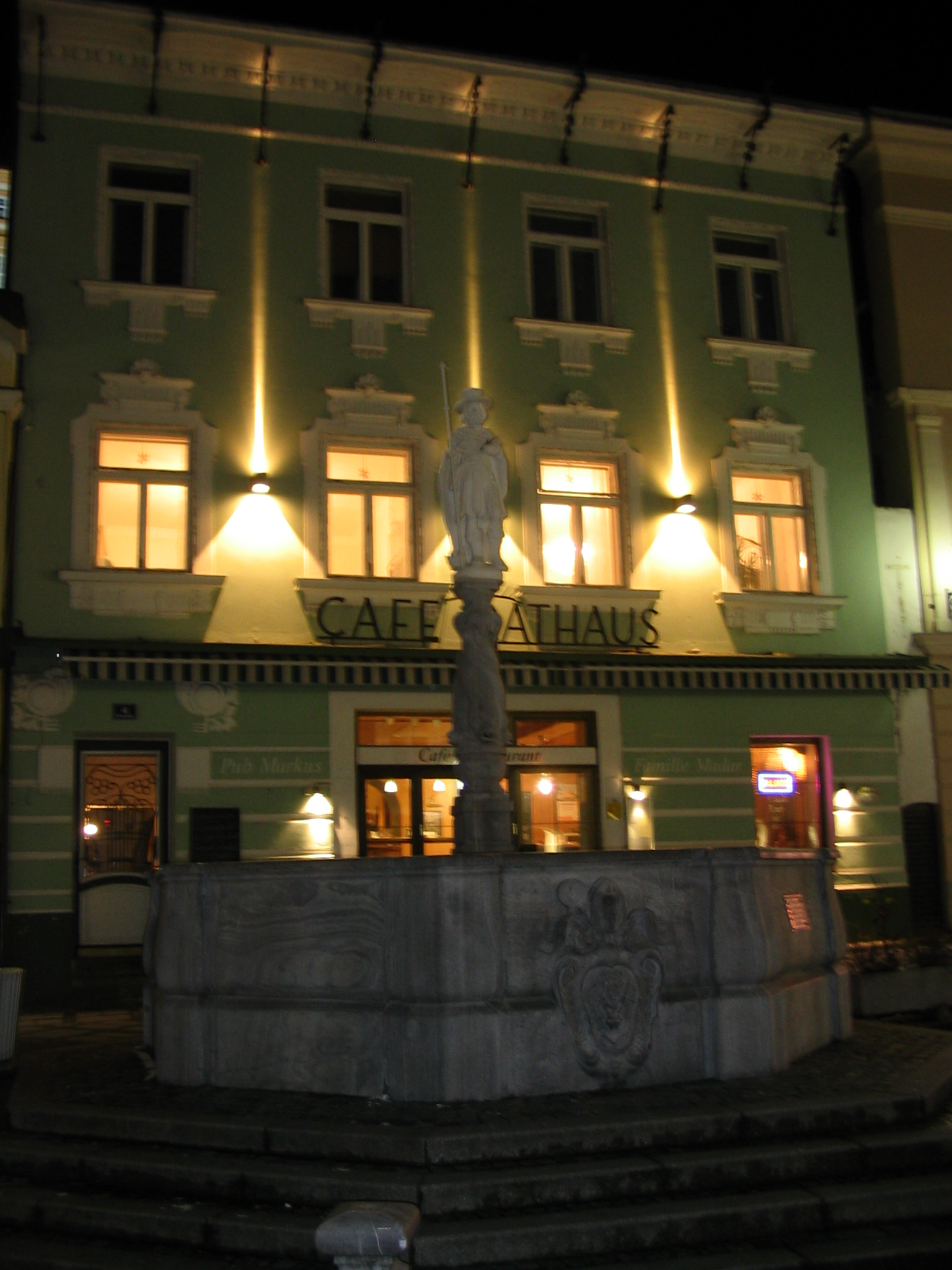
Los pozos de San Colomán en la plaza del ayuntamiento
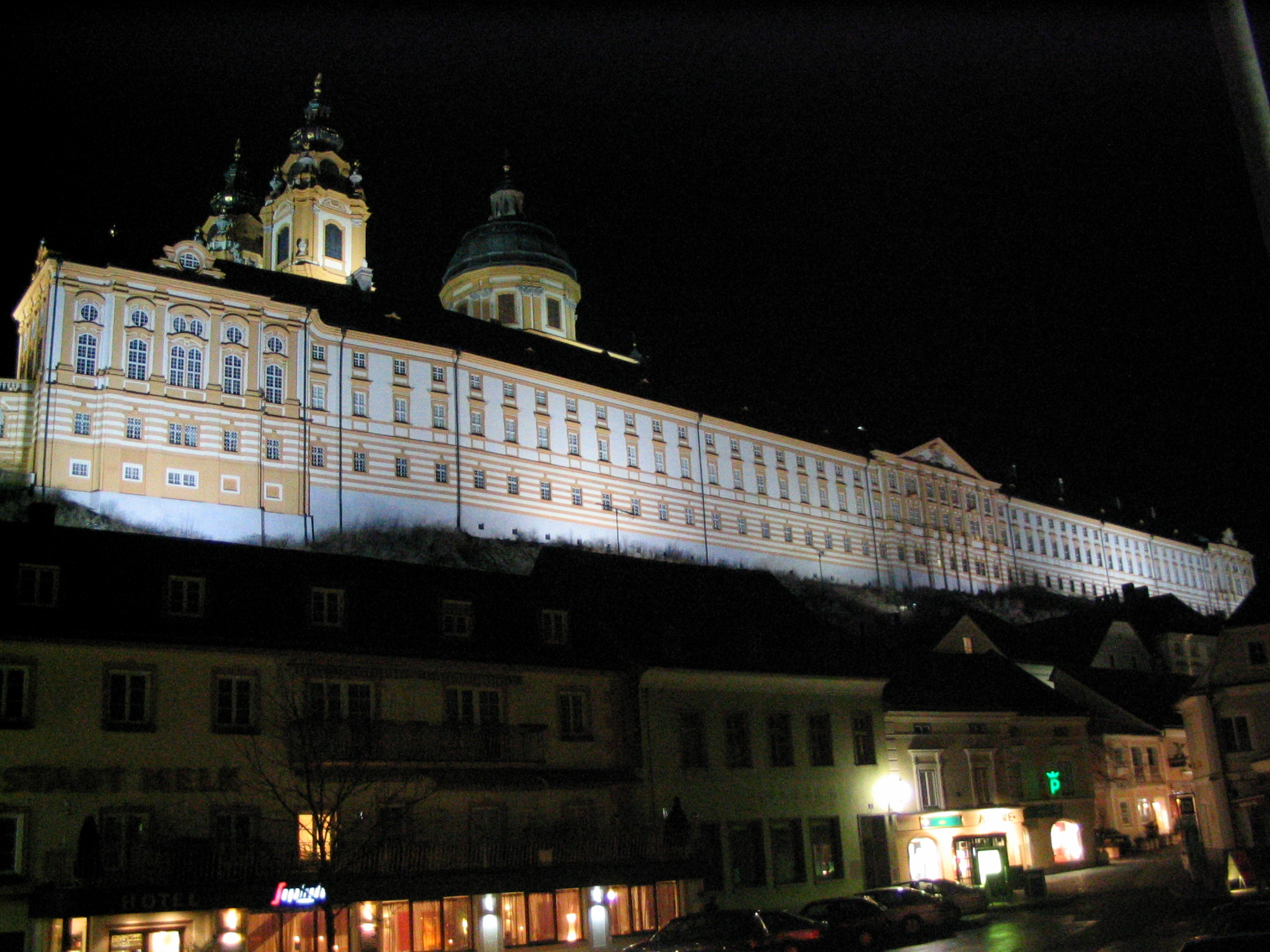
Abadía de Melk